# Litopedio

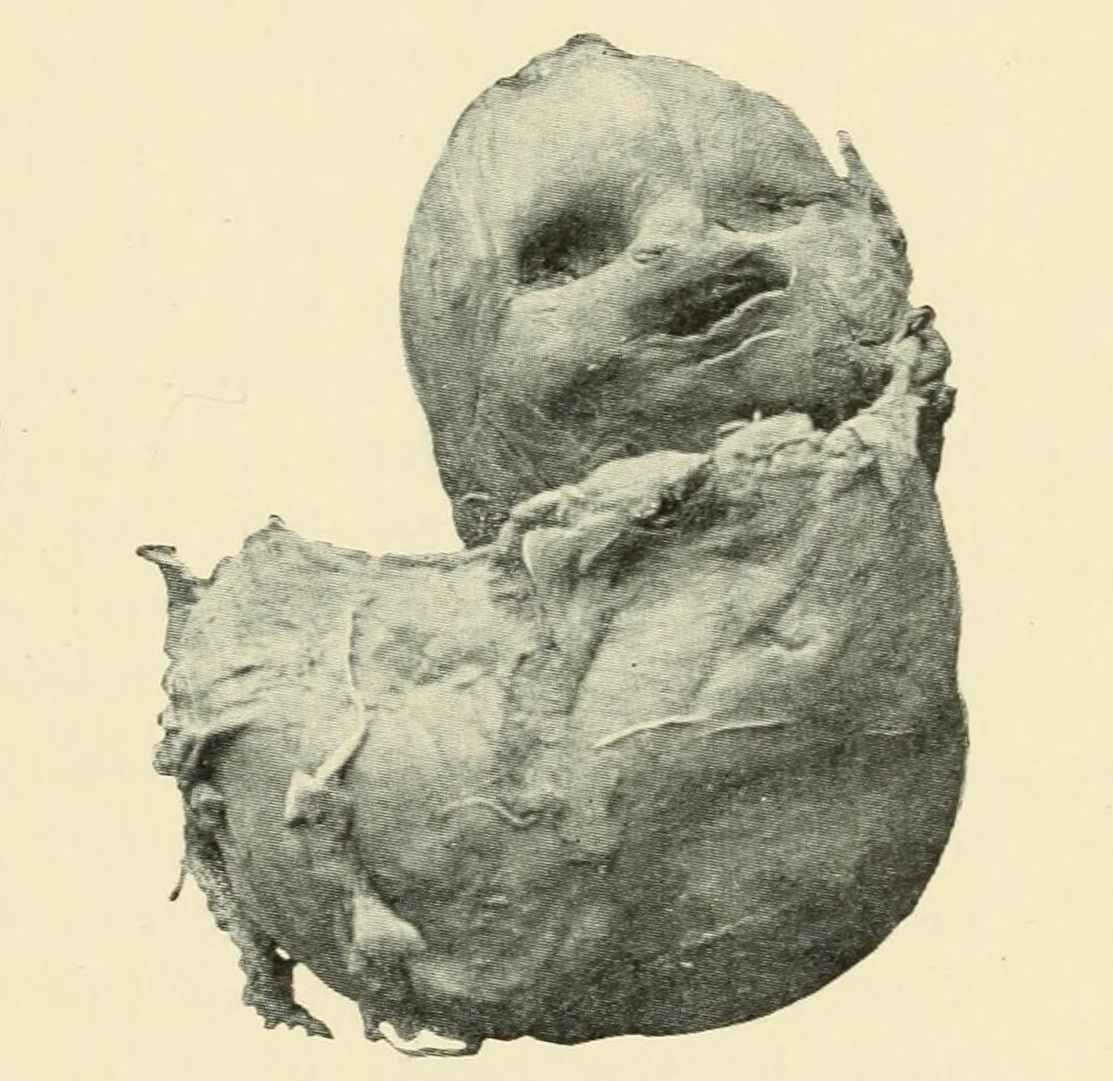
Litopedio rimasto nell’addome della madre per 2 anni

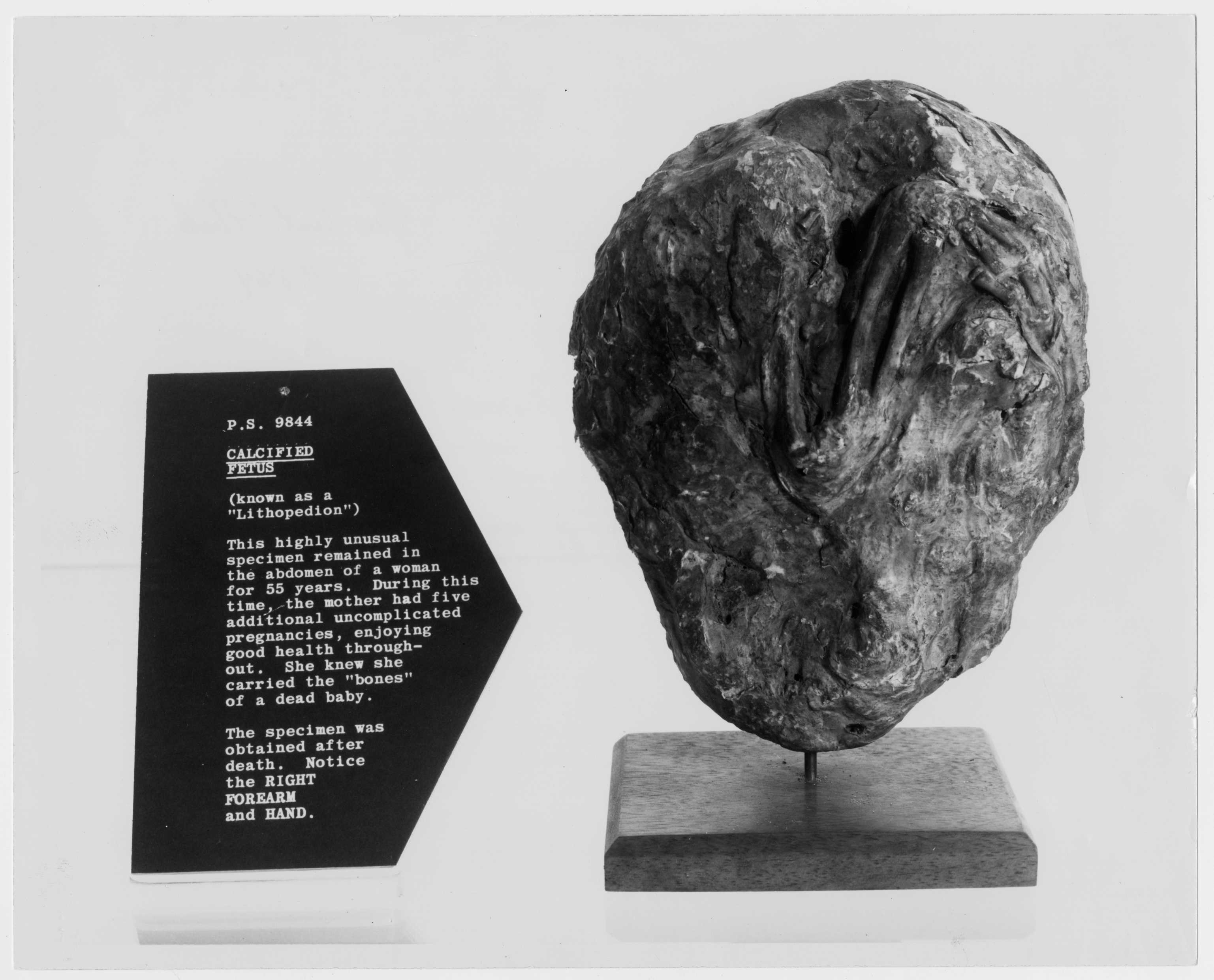
Un litopedio. Questo esemplare insolitamente grande rimase nell'addome di una donna per 55 anni. Durante questo tempo la madre ebbe 5 altre gravidanze senza complicazioni

Un litopedio (dal greco antico λίθος líthos "pietra" e παιδίον  paidion "bambino") è un raro fenomeno che riguarda la morte del feto durante una gravidanza extrauterina addominale.
Solitamente, in questo tipo di gravidanze il feto muore precocemente, a causa dell'ambiente sfavorevole in cui deve crescere; in alcuni casi può raggiungere uno stadio di sviluppo compatibile con la vita autonoma, sebbene questa sia un'eventualità eccezionale. Quando il feto muore, il materiale viene riassorbito dalle strutture circostanti; tuttavia, se lo stadio di crescita è così avanzato da aver già permesso lo sviluppo dello scheletro, il riassorbimento completo diventa impossibile. In assenza di complicanze, quindi, nel feto si depositano sali di calcio e avviene un processo di mummificazione, che dà origine al litopedio; se questo processo coinvolge anche il sacco gestazionale, il materiale prende il nome di litochelifopedio.
Non è raro che un litopedio rimanga non diagnosticato per decenni, finché la paziente non viene esaminata per altre patologie, ad esempio tramite radiografia o ecografia, o in seguito a un intervento chirurgico. La paziente più anziana in cui è stato riscontrato tale fenomeno fu una donna di 94 anni, in cui il litopedio rimase in loco per circa 60 anni. Il riferimento più antico al fenomeno si trova in Agobardo, che sostiene l'esistenza di una leggenda ebraica (collegata al Toledot Yeshua) riguardo a un maleficio che Gesù avrebbe lanciato sulla figlia dell'Imperatore Tiberio, che, secondo questa storia, concepì così un "feto di pietra".
La prima descrizione scientifica si trova in un trattato del fisiologo Albucasis nel X secolo d.C., ma sono stati riscontrati meno di 300 casi in oltre 400 anni di letteratura medica. Il litopedio più antico fu ritrovato durante alcuni scavi archeologici, con datazione intorno all'XI secolo a.C.. Il litopedio più vecchio è stato ritrovato nel 2013 nella donna cinese Huang Yijun di 92 anni che aveva un feto risalente al 1948 cioè a 65 anni prima dell'intervento di rimozione a cui aveva rinunciato in gioventù per mancanza di denaro.

## Nella cultura di massa
- La figura di un litopedio è centrale nella narrazione di una novella del 1944, Canal Town, di Samuel Hopkins Adams.
- Il titolo del libro Il bambino di pietra di Laudomia Bonanni del 1979 è ispirato a un vero fatto di cronaca[8].
- Lo scrittore italiano Giorgio Manganelli apostrofa i propri lettori come "conversevoli litopedi" nel suo trattato del 1964 Hilarotragoedia.
- Nel libro fantasy Tegumenta dello scrittore italiano Paolo Ferrante, un litopedio si forma nell'utero di una paziente dopo l'ingestione di una pianta magica. [9]
- "Within the Walls of Tyre," è una storia di Michael Bishop che parla di una donna che si prende cura del proprio litopedio.
- Nella serie TV Law & Order: Criminal Intent, in uno degli episodi della quarta serie, una donna scopre di avere un litopedio al proprio interno.[10]
- Nella terza stagione di Nip/Tuck, nell'episodio "Joy Kringle", un litopedio è scoperto durante una liposuzione.
- Nella decima stagione di Chicago Med, nell'episodio "Cattive abitudini", una suora si presenta al pronto soccorso lamentando dolori addominali, viene scoperta la presenza di un litopedio.